# Sander Loones
Sander Loones (Veurne, 26 de gener de 1979) és polític flamenc. És eurodiputat des de l'octubre 2014 per la Nieuw-Vlaamse Alliantie. Ha estat vicepresident de la comissió d'Afers Econòmics i Monetaris durant el 8è Parlament Europeu. El 12 de novembre de 2018, va succeir Steven Vandeput com a Ministre de defensa de Bèlgica, i va prendre el càrrec el 12 de novembre. No bostant, el 9 de desembre del mateix any, tan sols 27 dies després que fos nomenat ministre, Sander Loones va ser reemplaçat per Didier Reynders a Defensa ·  degut a la crisi governamental provocada pel Pacte Mundial sobre Migrations.